# Geosferă

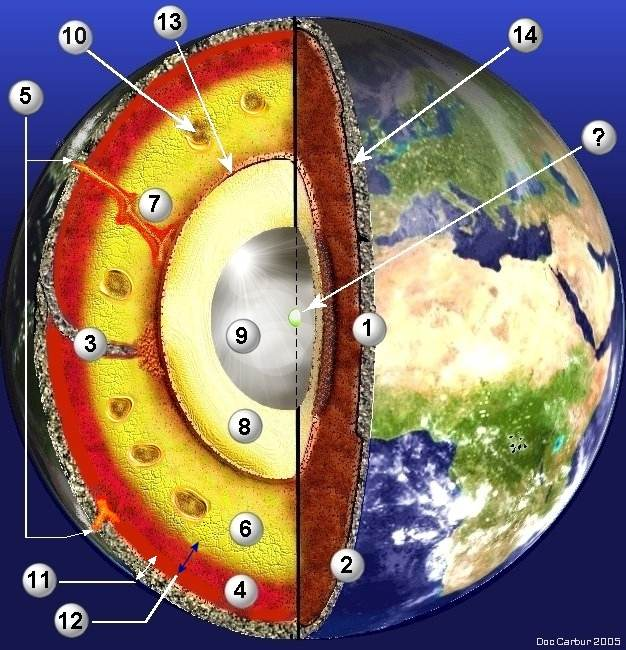
Structura internă a Pământului

Geosfera este o parte structurală care, împreună cu  biosfera alcătuiește Pământul. Numele face referire la cele patru pături constitutive ale globului terestru, anume: litosfera, hidrosfera, criosfera și atmosfera.  Colectivitățile diferitele ale geosferei pot schimba diferite fluxuri de masă și/sau energie. Fluxurile fiind cantitatea măsurabilă de modificare. Schimbul acestor fluxuri afectează echilibrul dintre diferitele sfere ale geosferei. Un exemplu este modul în care solul acționează ca o parte a biosferei. Deși acționează și ca sursă de schimb de flux.
În fizica aristoteliană, termenul a fost aplicat în patru locuri naturale sferice, concentrate în jurul centrului Pământului, așa cum este descris în lucrările Fizica și Meteorologica de Aristotel. Se considera că acestea explică mișcările celor patru elemente terestre: Pământ, Apă, Aer și Foc.
În textele moderne și în știința sistemului pământului, geosfera se referă la părțile solide ale Pământului; este folosit împreună cu atmosfera, hidrosfera și biosfera pentru a descrie sistemele de pe Pământ (interacțiunea acestor sisteme cu magnetosfera este uneori enumerată). În acest context, uneori termenul de litosferă este folosit în loc de geosferă sau de Pământ solid. Totuși, litosfera se referă numai la straturile superioare ale Pământului solid (roci oceanice și continentale, cruste și manta de sus).